# Powhatan Apartments
El Powhatan o Powhatan Apartments es un edificio de apartamentos de lujo de 22 pisos con vista al lago Míchigan y adyacente a Burnham Park en el vecindario de Kenwood de la ciudad de Chicago, en el estado de Illinois (Estados Unidos). El edificio fue diseñado por los arquitectos Robert De Golyer y Charles L. Morgan. Gran parte de los detalles art déco se atribuyen a Morgan, quien estaba asociado con Frank Lloyd Wright. El exterior del edificio de apartamentos de lujo refleja el diseño del segundo lugar de Eliel Saarinen para el concurso Tribune Tower de 1922. Los paneles ornamentales de terracota del edificio presentan escenas convencionalizadas basadas en la cultura nativa estadounidense.
Esta cooperativa de viviendas es un rascacielos residencial en el South Side de Chicago. El edificio también alberga a los únicos operadores de ascensores 24 horas en Chicago.  Dado que este y muchos de los edificios de apartamentos vecinos llevan el nombre de tribus nativas americanas (como los algonquin, los chippewa y los narragansett), el área ha recibido el nombre irónico de " aldea india ". Fue designado como Monumento Histórico de Chicago el 12 de enero de 1993.